# Projet d'attentat de la cathédrale de Strasbourg

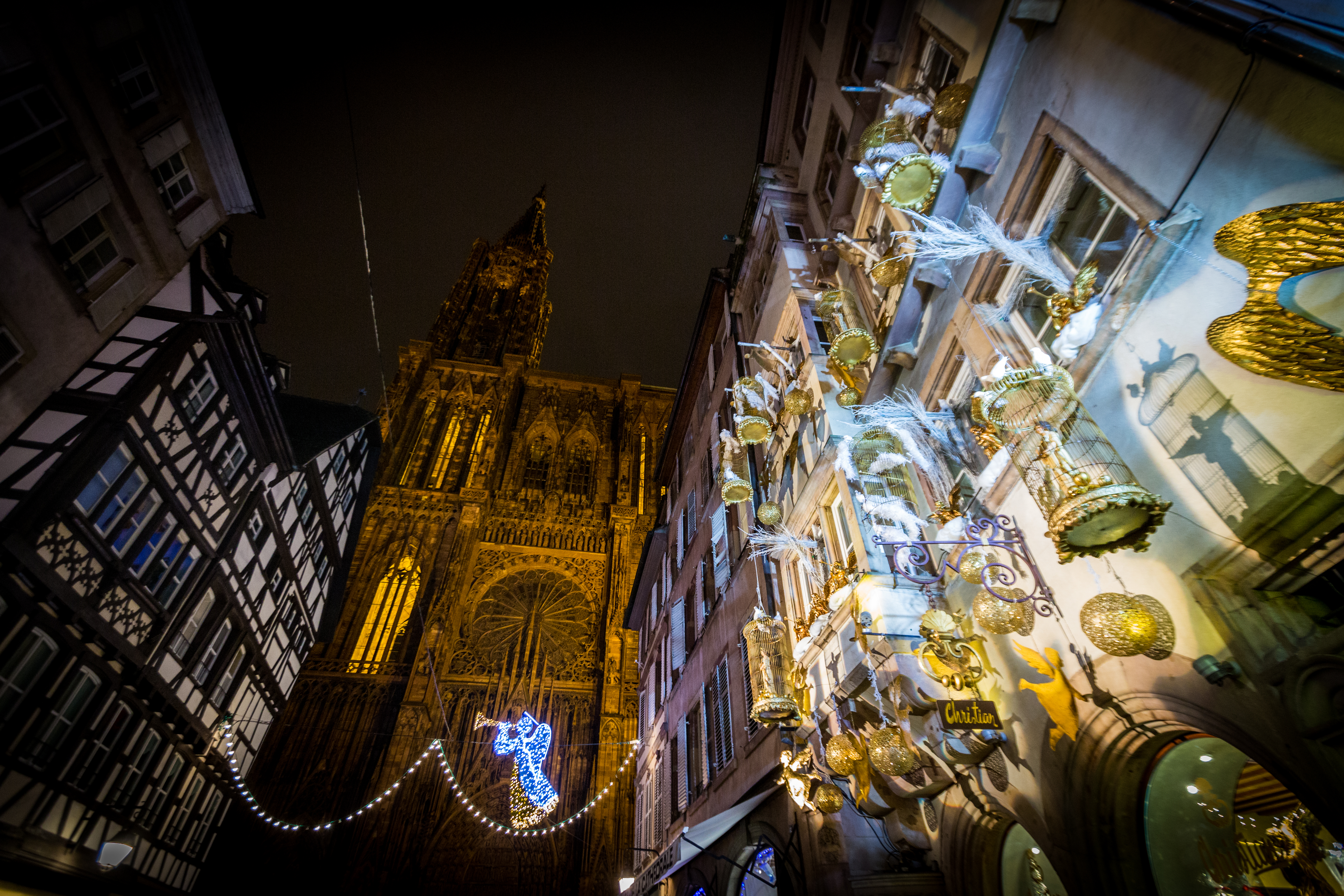
Marché de Noël de Strasbourg.

Le projet d'attentat de la cathédrale de Strasbourg est un attentat planifié par le Groupe salafiste pour la prédication et le combat (GSPC), déjoué durant l'hiver 2000, qui visait le marché de Noël au pied de la cathédrale de Strasbourg, au moyen de bombes,,.
Le complot a été déjoué par la police française et allemande après qu'un réseau terroriste basé à Francfort, en Allemagne, le « groupe de Francfort », a été démantelé.

## Historique
Le 26 décembre 2000, la police de Francfort arrête quatre militants islamistes appartenant au réseau d'Al-Qaida. Soupçonnés de préparation d'attentat, on trouve le 28 décembre dans leur appartement des composants d'explosifs, des armes, des faux papiers et une vidéo détaillée du marché de Noël de Strasbourg. En novembre 2001, d'autres hommes de ce réseau sont arrêtés en Allemagne. Leur procès se tient à Francfort en avril 2002.
Alors qu'en juin 2001 Mohamed Bensakhria avait été arrêté en Espagne, une enquête est ouverte en France en septembre 2001. L'instruction est confiée aux juges Jean-Louis Bruguière et Jean-François Ricard. 
Fin 2002, deux militants islamistes proches d'Al-Qaida soupçonnés d'être proches du groupe de Francfort, Slimane Khalfaoui et Mirouane Ben Ahmed, sont arrêtés en France.
Reconnus coupables d' « association de malfaiteurs en vue de commettre un acte de terrorisme », dix prévenus sont condamnés en décembre 2004 à Paris. Parmi eux, Mohamed Bensakhria et Slimane Khalfaoui ont été condamnés à dix ans de réclusion, Yacine Akhnouche à huit ans et Rabah Kadri, détenu en Grande-Bretagne, à six ans de réclusion.
Au total, quatorze personnes ont été condamnées dans le cadre du complot ; quatre en Allemagne et dix en France. Le chef opérationnel serait Rachid Boukhalfa, alias Abou Doha, alias « Le Docteur  », détenu au Royaume-Uni. Lieutenant d'Oussama Ben Laden, il assurait le soutien financier et logistique de l’équipe.
Libéré de prison en 2010, Slimane Khalfaoui rejoint le nord-ouest syrien en 2013 avec Farid Melouk, combattant au sein d'un groupe djihadiste. En 2018, il rejoint Hourras al-Din, groupe ayant prêté allégeance à Al-Qaïda, au sein duquel il mènerait un groupe de combattants. Le renseignement français s'inquiète alors qu'il ne puisse constituer de nouveau un groupe pour mener des attaques en France.